# Якубджанов Мухамеджан
Мухамеджан Якубджанов (1901, місто Ташкент, тепер Узбекистан — 1972, тепер Узбекистан) —  радянський узбецький діяч, 1-й секретар Хорезмського обласного комітету КП(б) Узбекистану, народний комісар праці Узбецької РСР.

## Життєпис
Народився в родині чорнороба. У 1917 році закінчив чотирикласну російсько-туземну школу в Ташкенті.
З червня 1917 по січень 1919 року працював у кустаря-взуттьовика в Ташкенті. У січні 1919 — жовтні 1920 року — чорнороб приватного торгового товариства в Ташкенті.
У жовтні 1920 — січні 1922 року — секретар Староміського районного відділу соціального забезпечення міста Ташкента. У січні 1922 — березні 1923 року — комірник будинку інвалідів при Староміському районному відділі соціального забезпечення міста Ташкента.
З березня 1923 по лютий 1924 року працював взуттьовиком у кустаря в Ташкенті.
У березні 1924 — червні 1925 року — член правління кооперативу «Косібляр» міста Ташкента.
Член РКП(б) з жовтня 1924 року.
У червні 1925 — березні 1926 року — комірник Середньоазійського відділення акціонерного товариства «Радянський торговий флот» у Ташкенті.
З березня по вересень 1926 року — інструктор виконавчого комітету Кашкадар'їнської окружної ради в місті Бек-Буді.
У вересні 1926 — листопаді 1927 року — начальник Кашкадар'їнського окружного виправного будинку; секретар організаційного відділу виконавчого комітету Кашкадар'їнської окружної ради в місті Бек-Буді.
З листопада 1927 по лютий 1928 року працював взуттьовиком у кустаря в Ташкенті.
У лютому 1928 — лютому 1930 року — взуттьовик та інструктор Ташкентської взуттєвої фабрики.
З лютого по жовтень 1930 року — голова Ташкентської окружної спілки радторгслужбовців.
У жовтні 1930 — лютому 1932 року — член президії, завідувач культурно-пропагандистського відділу Ради професійних спілок Узбецької РСР.
У лютому 1932 — лютому 1933 року — голова Ташкентської міської ради професійних спілок.
У лютому — листопаді 1933 року — народний комісар праці Узбецької РСР.
У листопаді 1933 — лютому 1934 року — заступник керуючого «Шкіртресту» в Ташкенті.
У 1934 році закінчив шестимісячні курси підготовчого відділення Промислової академії в Ташкенті.
У лютому 1934 — січні 1935 року — директор Ташкентського шкіряного заводу № 5.
У січні 1935 — грудні 1936 року — голова виконавчого комітету Сталінської районної ради міста Ташкента.
У грудні 1936 — грудні 1937 року — голова виконавчого комітету Кіровської районної ради міста Ташкента.
У грудні 1937 — вересні 1938 року — 1-й секретар Чиназського районного комітету КП(б) Узбекистану Ташкентської області.
У вересні 1938 — травні 1944 року — 1-й секретар Хорезмського обласного комітету КП(б) Узбекистану.
У лютому 1945 — квітні 1946 року — 1-й секретар Чиназського районного комітету КП(б) Узбекистану Ташкентської області.
У квітні 1946 — березні 1949 року — голова президії Узбецької республіканської каси соціального страхування і взаємодопомоги для членів кооперативних артілей інвалідів у Ташкенті.
З березня 1949 по червень 1950 року — голова колгоспу «Ленінград» Букінського району Ташкентської області.
У червні 1950 — квітні 1951 року — начальник інспекторського відділу Міністерства бавовництва Узбецької РСР.
У квітні 1951 — березні 1953 року — директор Баяутського бавовноочисного заводу Хавастського району Ташкентської області.
З березня 1954 року — керуючий відділення № 4 бавовнорадгоспу № 17 імені Сталіна Аккурганського району Ташкентської області.
Потім — на пенсії в Ташкентській області. Помер у 1972 році.

## Нагороди
- орден Леніна (21.01.1939)